# ダニー・コーチマー
ダニー・コーチマー（Danny Kortchmar、1946年4月6日 - ）は、 アメリカ合衆国のギタリスト、セッション・ミュージシャン、およびソングライターである。
デビッド・クロスビー、キャロル・キング、グラハム・ナッシュ、カーリー・サイモン、ジェームス・テイラーらシンガーソングライターたちとの共演を通じ、1970年代のシンガーソングライターのサウンドを形成に貢献した。ジャクソン・ブラウンやドン・ヘンリーは、コーチマーの書いた曲、あるいは彼との共作の曲を多くレコーディングしている。
ダニー・クーチ、ダニー"クーチ"コーチマー、ダン・コーチマーなどの名前でクレジットされることもある。

## 来歴
コーチマーの活動が目立つようになったのは、ザ・キング・ビーズやフライング・マシンといった彼の地元ニューヨークのバンドでプレイするようになった1960年代半ば頃からだった。後者には、当時はまだ無名だったジェームス・テイラーが在籍していた。
1966年、コーチマーはイギリスに渡り、セッション・ミュージシャンとして活動した。1967年には、ザ・ファッグスに加入し、彼らの1968年の作「Tenderness Junction」にも名を連ねるが、ベーシストのチャールズ・ラーキーともに脱退する。彼らはカリフォルニアでキャロル・キングと合流し、ザ・シティーというトリオを結成した。彼らは翌1969年にアルバム『夢語り（Now That Everything's Been Said）』をリリース。評論家の評判もまずまずだったものの商業的には成功を収めることはできなかった。
バンドは解散するが、コーチマーはその後もキングのバッキングを務め、彼女の1971年 のアルバム『つづれおり』、『ミュージック』にも参加した。また彼は1970年のジェームス・テイラーのアルバム『スウィート・ベイビー・ジェームス』でプレイした。テイラーやキングとの仕事を通じ、コーチマーは1970年代のトップ・セッション・ギタリストのひとりとして知られるようになったのだった。
一方、コーチマーは自身の活動も行っていった。ラーキーとジョー・ママを結成し、1970年と1971年にアルバムをリリース。またソロ作としては1973年に「Kootch」、1980年にはセカンドとなる「Innuendo」をリリースした。しかし、彼がより大きな成功を収めたのは他のアーティストのバッキングを通じてであり、リンダ・ロンシュタット、ウォーレン・ジヴォン、ハリー・ニルソン、ジャクソン・ブラウンといったアーティストらのサポート役を務めている。
また1970年代に、リーランド・スカラー、ラス・カンケル、クレイグ・ダーギーとザ・セクション名義で3枚のアルバムを発表している。他ドン・ヘンリー、ニール・ヤング、ジョン・ボン・ジョヴィ、スティーヴィー・ニックス、ビリー・ジョエル、ハンソン、トレイシー・チャップマン、ルイーズ・ゴフィンといったアーティストたちの作品のプロデュースにも携わった。キャロル・キングの1975年のアルバム『Thoroughbred』では、ギタリストとしてフィーチャーされている。
1984年のモキュメンタリー、「スパイナル・タップ」のビデオ版 「Gimme Some Money」で、コーチマーはスパイナル・タップの初期ベーシスト、ロニー・プディングの役で出演している。
2004年、コーチマーは新たなバンド、ミッドナイト・イレブンを結成し、翌2005年にファースト・アルバムをリリースした。
2006年には、ハンソンのアルバム「The Walk」にプロデューサーのひとりとして参加。同作は翌年リリースとなっている。
同じく2006年、コーチマーはスティーヴ・ジョーダンとミーガン・ヴォスのユニット、ザ・ヴァーブスの日本ツアーに奥田民生らとともに参加した。
2020年には、前出のリーランド・スカラー、ラス・カンケルらと組んだザ・セクションにワディ・ワクテル、スティーヴ・ポステルらを加え、イミディエイト・ファミリーと改名して、実質的なデビュー作『Turn It Up to 10』を発表している。

## ディスコグラフィー

### ソロ作
- 1973 Kootch (Warner Bros.)
- 1980 Innuendo (Asylum)

### 参加グループ
- 1969 The City / Now That Everything's Been Said (Ode)
- 1970 Jo Mama / Jo Mama (Atlantic)
- 1971 Jo Mama / J Is for Jump (Atlantic)
- 1972 The Section / The Section (Warner Bros.)
- 1973 The Section / Forward Motion (Warner Bros.)
- 1977 The Section / Fork It Over (Capitol)
- 2005 Midnight Eleven / Midnight Eleven